# マリアンヌ・マッダレーナ
マリアンヌ・マッダレーナ（Marianne Maddalena、1960年 - ）は、アメリカ合衆国の映画プロデューサー。ミシガン州ランシング出身。彼女は、ウェス・クレイヴンと共にクレイヴン・マッダレーナ・フィルムと呼ばれる会社を経営している。製作作品の1つである『エルム街の悪夢 ザ・リアルナイトメア』は1995年のインディペンデント・スピリット賞で最優秀作品賞にノミネートされた。

## フィルモグラフィ
- ショッカー Wes Craven's Shocker (1989)
- 壁の中に誰かがいる The People Under the Stairs (1992)
- エルム街の悪夢 ザ・リアルナイトメア Wes Craven's New Nightmare (1994)
- ヴァンパイア・イン・ブルックリン Vampire in Brooklyn (1995)
- スクリーム2 Scream 2 (1997)
- スクリーム3 Scream 3 (2000)
- ウェス・クレイヴン's カースド Cursed (2005)
- パニック・フライト Red Eye (2005)
- ファイナル・デッド The Breed (2006)
- ヒルズ・ハブ・アイズ The Hills Have Eyes (2006)